# Leptacis moa
Leptacis moa (лат.) — вид платигастроидных наездников из семейства Platygastridae. Океания: Новая Зеландия. Посвящается памяти вымерших птиц моа (Dinornithidae) Новой Зеландии.

## Описание
Мелкие перепончатокрылые насекомые (длина около 1 мм). Достаточно ярко окрашен, с затемненными частями груди и брюшка; голова без гиперзатылочного валика; у самки сегмент A4 в 1,8 раза длиннее A3, A9 в 1,1 раза больше его длины; нотаули слабо отмечены сзади; щитковой шип тонкий, чуть короче проподеума; краевые щетинки переднего крыла равны 0,1 ширины крыла; метасома самки в 0,9 раза длиннее остального тела. Светло-коричневый с мезо- и метаплеврой и брюшком позади Т1 черно-коричневого цвета или темно-красновато-коричневого с темно-коричневым мезоскутумом и диском щитка; сегмент А1 и ноги с тазиками желтовато-коричневые, А2 немного темнее, жгутик значительно темнее. Усики 10-члениковые. Вид был впервые описан в 2011 году датским энтомологом Петером Булем (Peter Neerup Buhl, Дания) по материалам из Новой Зеландии.